# Setomorphinae
Setomorphinae es una subfamilia de   lepidópteros glosados del clado Ditrysia de la familia Tineidae.

## Géneros
- Lindera
- Prosetomorpha
- Setomorpha